# Campionati statunitensi di sci alpino 1983
Ai Campionati statunitensi di sci alpino 1983 furono assegnati i titoli di discesa libera, slalom gigante e slalom speciale, sia maschili sia femminili.

## Risultati
| Specialità      | Uomini       | Donne           |
| --------------- | ------------ | --------------- |
| Discesa libera  | Bill Johnson | Pam Fletcher    |
| Slalom gigante  | Tiger Shaw   | Tamara McKinney |
| Slalom speciale | ?            | Tamara McKinney |